# Кріступас Чібірас
Кріступас Чібірас (лит. Kristupas Čibiras; пол. Krzysztof Czybir; 14 грудня 1888, село Радейкишки Свенцянського повіту (нині Ігналінський район, Литва) — 24 березня 1942, Вільнюс) — литовський католицький священник, теолог, громадський діяч.

## Біографія
Народився в 1888 році у селі поблизу Даугелішек (Дагелішкис). Закінчив семінарію у Вільно (1911) і католицьку Духовну академію в Санкт-Петербурзі (1915). Працював викладачем у литовській гімназії в Вільно та у Швянченісі. З 1915 року був вікарієм костелу святих Петра і Павла у Вільно. З 1924 року до смерті служив священником парафії костелу святого Миколая у Вільно, перетворивши цей костел у найважливіший литовський національно-культурний і громадський центр.
У 1927 році польська влада заарештувала Кріступаса Чібіраса.
У 1933-1938 роках він був головою просвітницького товариства «Rytas» і віце-головою Тимчасового литовського комітету у Вільно.
Займався видавничою діяльністю, зокрема, брав участь у публікації та редагуванні газети «Vilniaus garsas» (1920-1921), «Nazsa Ziemia», також видав кілька книг богословського змісту:
- Doros objektyvumas (1919)
- Dogmatika (1922)
- Liturgika (1922, повторне видання 1947, Німеччина)

У 1942 році К. Чібірас загинув під стіною будинку, котрий був зруйнований внаслідок бомбардування Вільнюса радянською авіацією. Похований на місцевому кладовищі Расу; могила знаходиться неподалік від могили Йонаса Басанавічюса.